# Maloya
Maloya är en ort i Mexiko.   Den ligger i kommunen Rosario och delstaten Sinaloa, i den centrala delen av landet, 800 km nordväst om huvudstaden Mexico City. Maloya ligger 126 meter över havet och antalet invånare är 202.
Terrängen runt Maloya är huvudsakligen kuperad, men den allra närmaste omgivningen är platt. Runt Maloya är det ganska glesbefolkat, med 40 invånare per kvadratkilometer. Närmaste större samhälle är Matatán, 15,6 km nordväst om Maloya. I omgivningarna runt Maloya växer i huvudsak lövfällande lövskog.